# 阿曼國家博物館

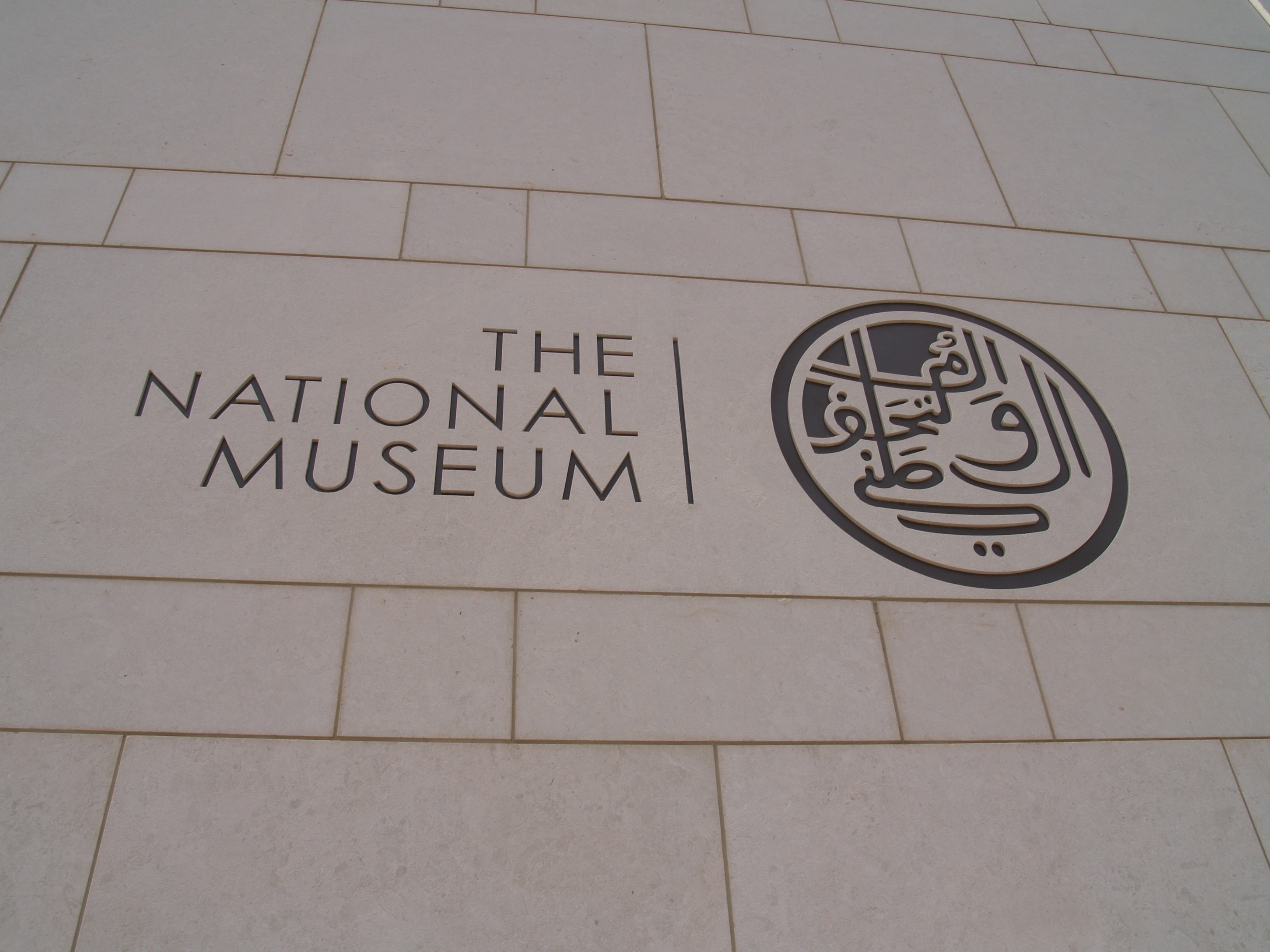
博物館標誌

阿曼國家博物館（阿拉伯语：‎）是阿曼馬斯喀特（馬斯喀特老城）的博物館，於2013年由阿曼皇室下令建造，2016年7月30日起對外開放 。博物館佔地13,700平方公尺，共有14座永久展廳。
博物館現有超過5000件館藏，包括許多史前金屬器物，館員穆薩·蘇萊曼·穆罕默德·阿瓦爾迪為研究阿曼銀工歷史的國際團隊成員。此外博物館設有許多數位互動展示，並有一座學習中心、文物保存所、高畫質劇院和兒童探索區。

## 圖集

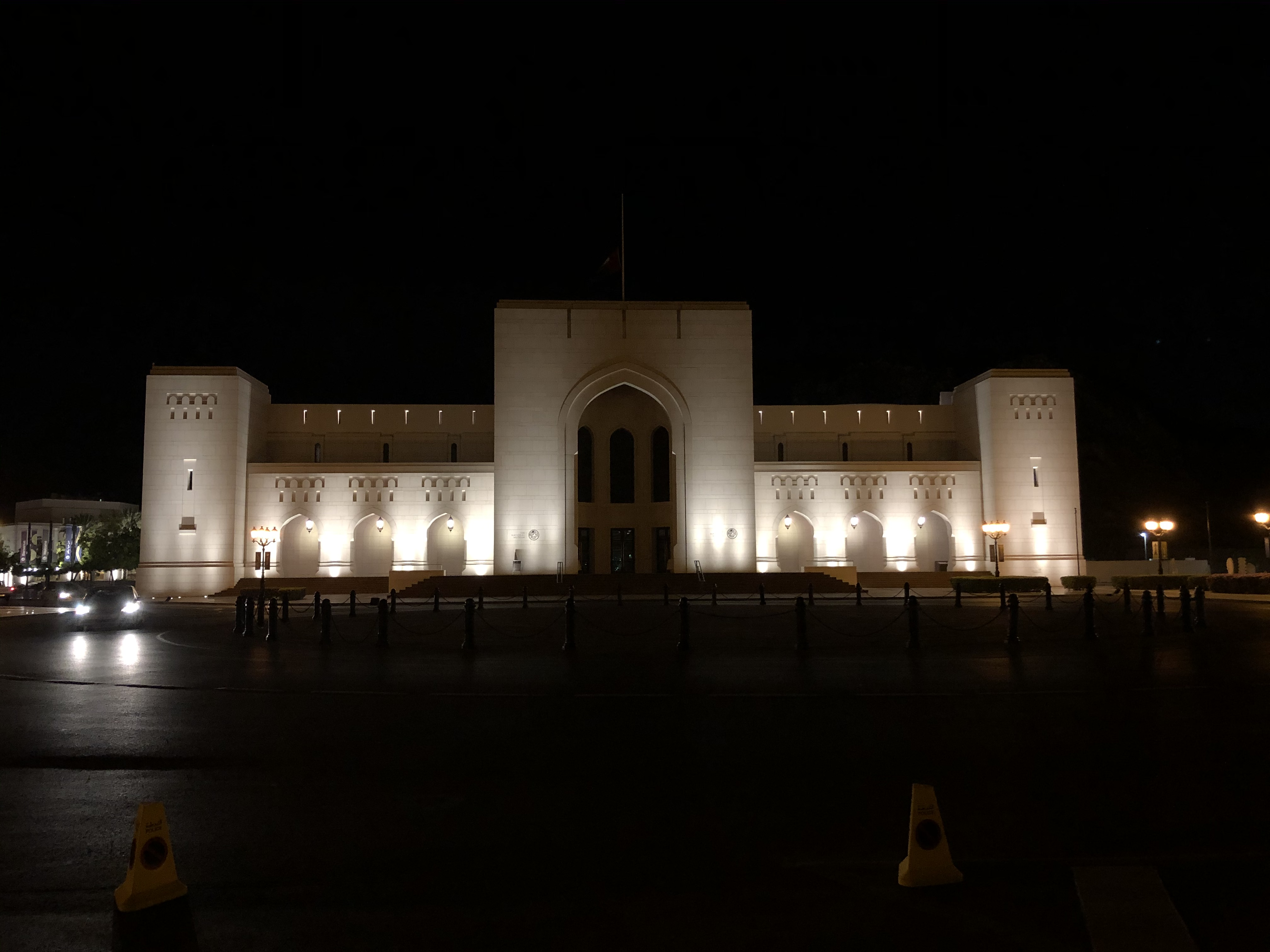
博物館夜景
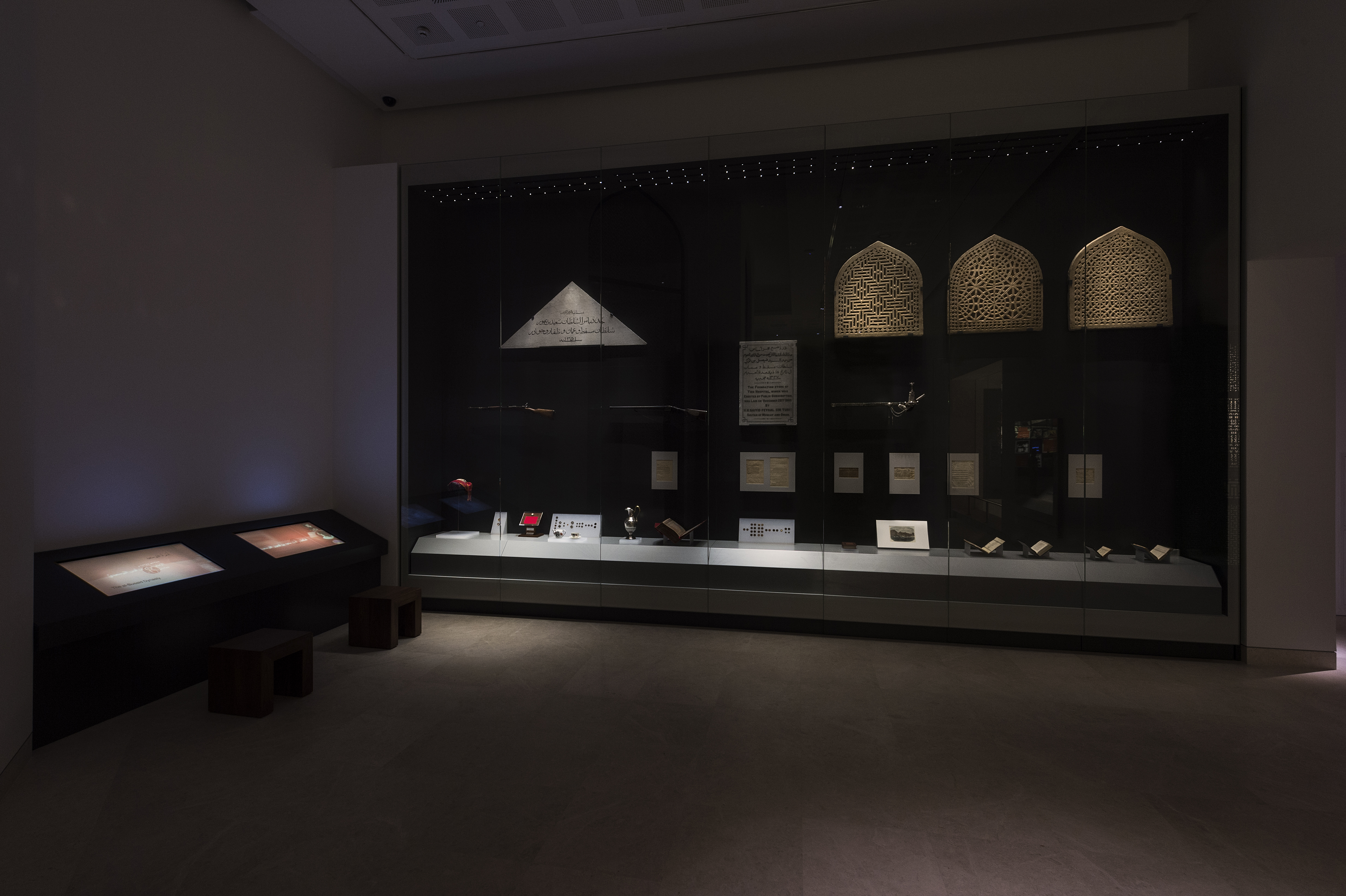
文藝復興展廳
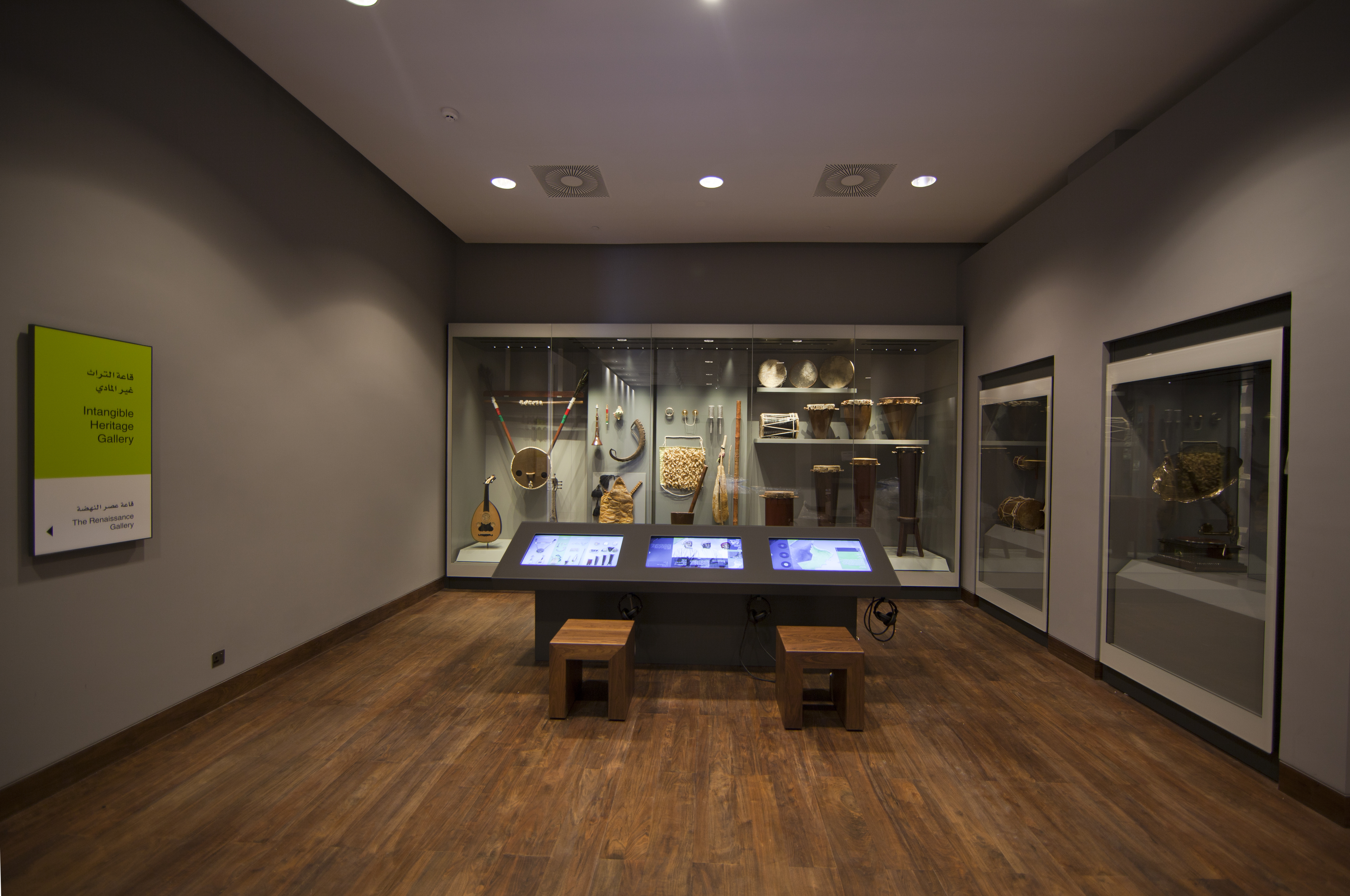
非物質遺產展廳
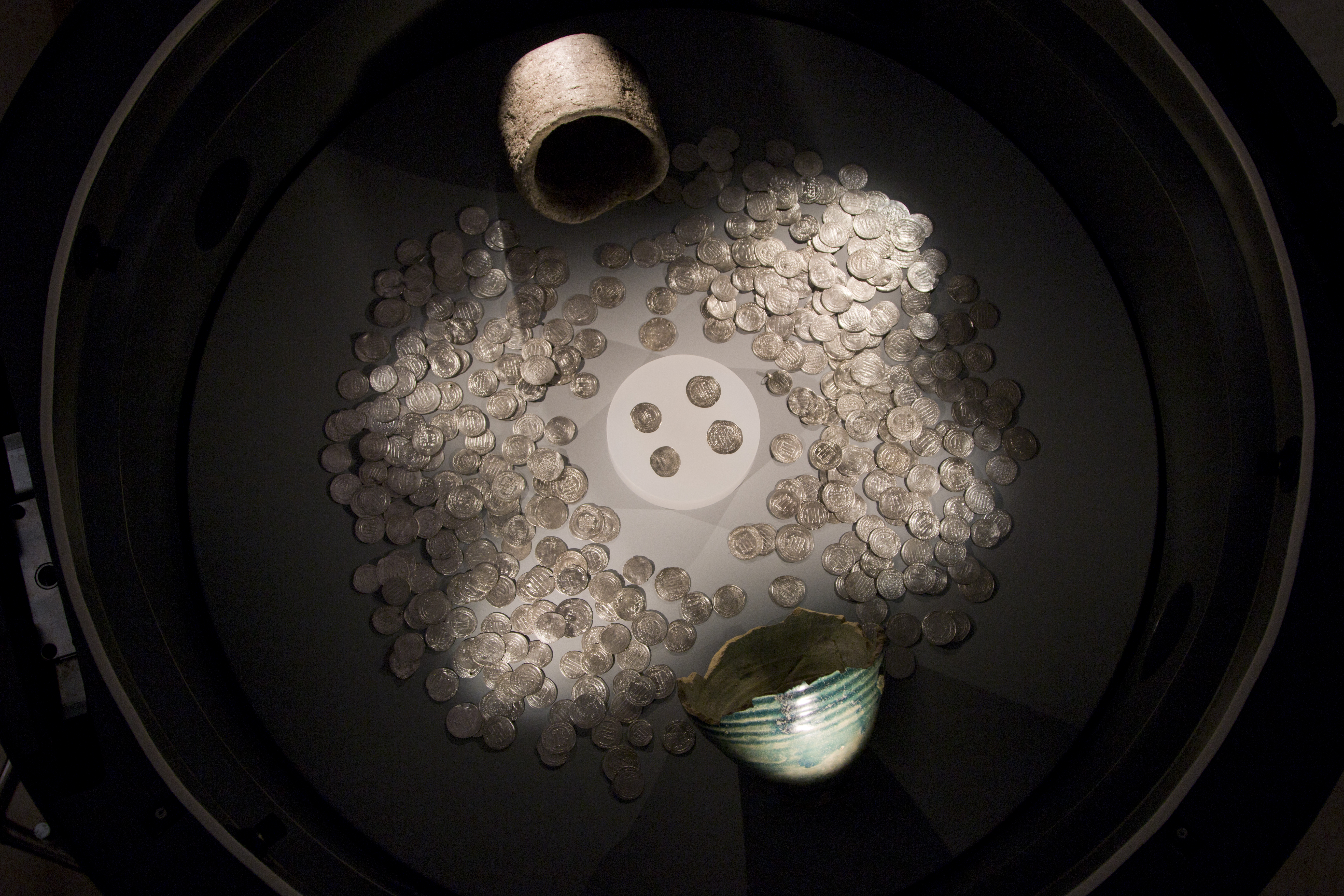
錢幣展聽
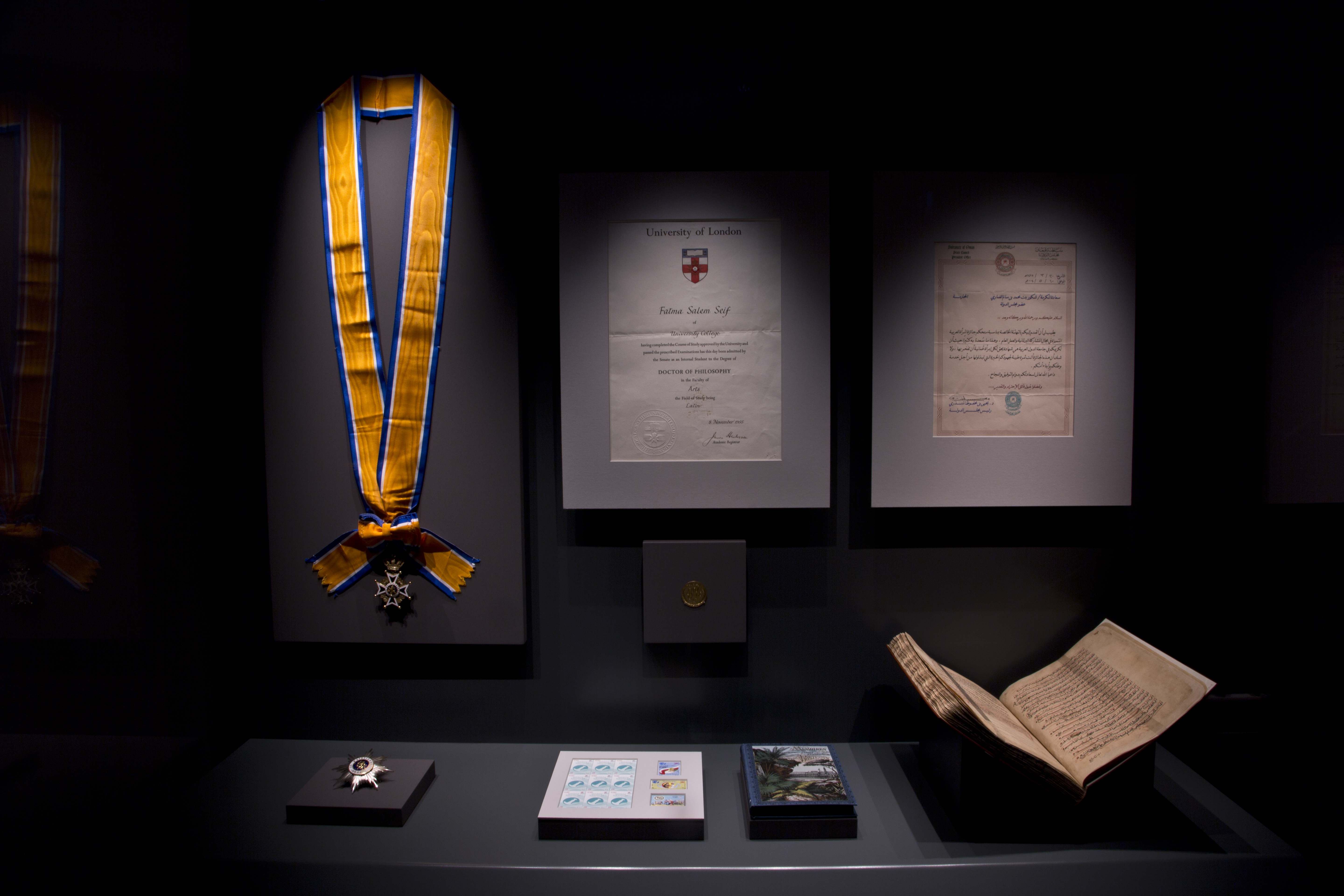
阿曼與世界展廳